# Grindu, Ialomița
Grindu este o comună în județul Ialomița, Muntenia, România, formată numai din satul de reședință cu același nume.

## Așezare
Grindu se află în nord-vestul județului, la limita cu județul Buzău. Prin comună trece șoseaua județeană DJ102H, care o leagă spre nord-vest de Glodeanu-Siliștea, Glodeanu Sărat (unde se intersectează cu DN2), Amaru (toate trei în județul Buzău și mai departe în județul Prahova de Mizil (unde se termină în DN1B); și spre sud-est de Colelia, Cocora, Reviga și Miloșești (unde se termină în DN2C. Din acest drum, în localitatea Grindu se ramifică șoseaua județeană DJ203B, care duce spre vest la Valea Măcrișului, Gârbovi și Manasia (unde se termină în DN2A).

## Demografie
Componența etnică a comunei Grindu
     Români (92,47%)
     Alte etnii (0,21%)
     Necunoscută (7,32%)
Componența confesională a comunei Grindu
     Ortodocși (90,6%)
     Alte religii (1,19%)
     Necunoscută (8,21%)
Conform recensământului efectuat în 2021, populația comunei Grindu se ridică la 1.925 de locuitori, în scădere față de recensământul anterior din 2011, când fuseseră înregistrați 2.209 locuitori. Majoritatea locuitorilor sunt români (92,47%), iar pentru 7,32% nu se cunoaște apartenența etnică. Din punct de vedere confesional, majoritatea locuitorilor sunt ortodocși (90,6%), iar pentru 8,21% nu se cunoaște apartenența confesională.

## Politică și administrație
Comuna Grindu este administrată de un primar și un consiliu local compus din 11 consilieri. Primarul, Marian Trîmbițașu[*], de la Partidul Social Democrat, este în funcție din octombrie 2020. Începând cu alegerile locale din 2024, consiliul local are următoarea componență pe partide politice:
|  | Partid                    | Consilieri | Componența Consiliului | Componența Consiliului | Componența Consiliului | Componența Consiliului | Componența Consiliului | Componența Consiliului | Componența Consiliului | Componența Consiliului |
|  | ------------------------- | ---------- | ---------------------- | ---------------------- | ---------------------- | ---------------------- | ---------------------- | ---------------------- | ---------------------- | ---------------------- |
|  | Partidul Social Democrat  | 8          |                        |                        |                        |                        |                        |                        |                        |                        |
|  | Partidul Național Liberal | 3          |                        |                        |                        |                        |                        |                        |                        |                        |

## Etimologie
Numele de Grindu provine de la substantivul grind care în Bărăgan înseamnă orice mică ridicătură de teren în câmpia plană (din slavă: grendu). Numele se datorează faptului că vatra satului este amplasată pe o fâșie de teren un pic mai înaltă decât împrejurimile.

## Istorie
La sfârșitul secolului al XIX-lea, comuna făcea parte din plasa Câmpul a județului Ialomița și avea în compunere satele Grindu și Grindași, având o populație de 2883 de locuitori. În comună funcționau două biserici și trei școli  — una de băieți și una de fete în Grindu, și una mixtă la Grindași — cu 139 de elevi (dintre care 60 de fete). În 1925, anuarul Socec consemnează comuna în plasa Urziceni a aceluiași județ, cu 2559 de locuitori; satul Grindași s-a separat și a devenit reședința unei comune de sine stătătoare.
În 1950, comuna a trecut în administrarea raionului Urziceni din regiunea Ialomița, apoi (după 1952) din regiunea Ploiești și (după 1956) din regiunea București. În 1968, comuna a revenit la județul Ialomița, reînființat.

## Monumente istorice
În comuna Grindu se află biserica Înălțarea Domnului, aflată în incinta fostului CAP și construită între anii 1838-1842 de către marele culcer Ispas Făgărășanu, clădire considerată monument istoric de arhitectură de interes național.

## Economia
Majoritatea locuitorilor se ocupă cu agricultura sau cu zootehnia, care reprezintă sursele principale de venit. Agricultura înseamnă cultivarea unor plante precum grâul, secara, porumbul, sfecla de zahăr, floarea-soarelui. Sporadic, se mai cultivă in, rapiță, tutun, ricin etc. Dintre pomii frunciferi, cel mai răspândit este corcodușul care pare a aparține florei spontane. Alți pomi fruntiferi cultivați la Grindu: cireșul, vișinul, prunul, mărul, părul, gutuiul, nucul.
Zootehnia este reprezentată de creșterea, în special în gospodăriile proprii, a unor animale precum vaca, porcul, oaia, capra, calul etc. Dintre păsările domestice crescute la Grindu amintim: găina, gâsca, rața, curca, porumbelul.
Legumicultura este slab dezvoltată.

## Personalități originare din Grindu
În comuna Grindu s-au născut multe personalități ale vieții culturale, politice, universitare din România, cum ar fi:
- George Grigore - scriitor, traducător, cercetător, filolog, orientalist, universitar;
- George Petcu - poet;
- Tudor Cristea - scriitor;
- Maria Petre - politician, senator;
- Costică Voicu - general, chestor de poliție, universitar.

## Monografii consacrate localității Grindu
- Preot Ioan Ciolca. 1944. Grindu - Monografie. București: Tiparul Românesc; retipărită în 1998 în facsimil după ediția 1944, Editura Star Tipp Slobozia. ISBN 973-98593-1-8